# Olympische Geschichte der Demokratischen Republik Kongo
| Gelbes Symbol für Goldmedaillen mit stilisierten Olympischen Ringen | Graues Symbol für Silbermedaillen mit stilisierten Olympischen Ringen | Braundes Symbol für Bronzemedaillen mit stilisierten Olympischen Ringen |
| ------------------------------------------------------------------- | --------------------------------------------------------------------- | ----------------------------------------------------------------------- |
| —                                                                   | —                                                                     | —                                                                       |

Die Demokratische Republik Kongo, dessen NOK, das Comité Olympique Congolais, 1963 gegründet und 1968 vom IOC anerkannt wurde, nimmt seit 1968 an Olympischen Sommerspielen teil. 1972, 1976 und 1980 verzichtete man auf eine Teilnahme. An Winterspielen nahm bislang noch kein Sportler des Landes teil.

## Kongo-Kinshasa

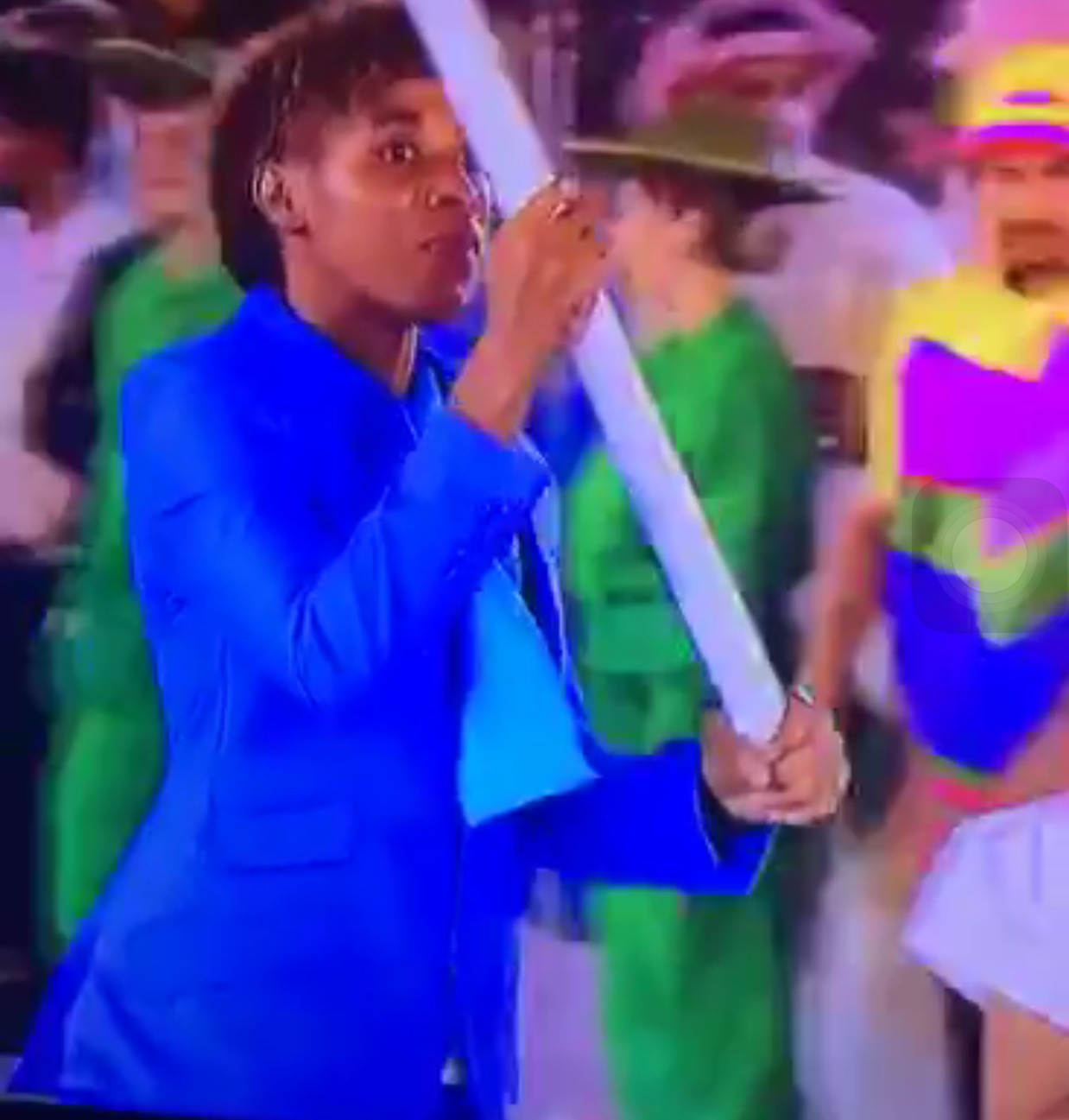
Die Fahnenträgerin Rosa Keleku beim Einmarsch 2016

Unter der Bezeichnung Kongo-Kinshasa nahm das Land erstmals in Mexiko-Stadt 1968 an Olympischen Spielen teil. Die Mitglieder der Zeitfahr-Mannschaft, die Radrennfahrer Constantin Kabemba, François Ombanzi, Jean Barnabe und Samuel Kibamba, waren die ersten Olympioniken ihres Landes. 
Das NOK des Landes verzichtete auf eine Teilnahme an den Spielen von München 1972, Montreal 1976 und Moskau 1980.

## Zaire
1984 in Los Angeles trat man unter der neuen Bezeichnung Zaire an. Diesmal gingen Leichtathleten und Boxer erfolglos an den Start. Ebenso erfolglos blieben die Teilnahmen in Seoul 1988 und Barcelona 1992. In Barcelona ging die erste Olympionikin des Landes an den Start. Christine Bakombo belegte im Marathonlauf Platz 37. Mit der Basketballnationalmannschaft der Frauen ging erstmals eine Mannschaft aus dem Kongo an den Start.

## Demokratische Republik Kongo
Zu den Spielen von Sydney 2000 trat die Olympiamannschaft unter der Bezeichnung Demokratische Republik Kongo an. In Sydney wie auch in Athen 2004 blieben vordere Platzierungen aus. In Athen nahmen erstmals Tischtennisspieler teil.
2008 in Peking gingen erstmals ein Schwimmer und ein Judoka an den Start, 2016 in Rio de Janeiro erstmals eine Taekwondoin.

## Übersicht der Teilnehmer

### Sommerspiele
| Jahr      | NOK                          | Athleten           | Athleten           | Athleten           | Sportarten         | Sportarten         | Sportarten         | Sportarten         | Sportarten         | Sportarten         | Sportarten         | Sportarten         | Medaillen          | Medaillen          | Medaillen          | Medaillen          | Medaillen          |
| Jahr      | NOK                          | Gesamt             |                    |                    |                    |                    |                    |                    |                    |                    |                    |                    |                    |                    |                    | Medaillen – Gesamt | Rang               |
| --------- | ---------------------------- | ------------------ | ------------------ | ------------------ | ------------------ | ------------------ | ------------------ | ------------------ | ------------------ | ------------------ | ------------------ | ------------------ | ------------------ | ------------------ | ------------------ | ------------------ | ------------------ |
| 1896–1964 | nicht teilgenommen           | nicht teilgenommen | nicht teilgenommen | nicht teilgenommen | nicht teilgenommen | nicht teilgenommen | nicht teilgenommen | nicht teilgenommen | nicht teilgenommen | nicht teilgenommen | nicht teilgenommen | nicht teilgenommen | nicht teilgenommen | nicht teilgenommen | nicht teilgenommen | nicht teilgenommen | nicht teilgenommen |
| 1968      | Zaire                        | 5                  | 5                  | 0                  |                    |                    |                    |                    | 5                  |                    |                    |                    |                    |                    |                    |                    |                    |
| 1972–1980 | nicht teilgenommen           | nicht teilgenommen | nicht teilgenommen | nicht teilgenommen | nicht teilgenommen | nicht teilgenommen | nicht teilgenommen | nicht teilgenommen | nicht teilgenommen | nicht teilgenommen | nicht teilgenommen | nicht teilgenommen | nicht teilgenommen | nicht teilgenommen | nicht teilgenommen | nicht teilgenommen | nicht teilgenommen |
| 1984      | Zaire                        | 8                  | 7                  | 1                  |                    | 6                  |                    | 2                  |                    |                    |                    |                    |                    |                    |                    |                    |                    |
| 1988      | Zaire                        | 15                 | 13                 | 2                  |                    | 5                  |                    | 6                  | 4                  |                    |                    |                    |                    |                    |                    |                    |                    |
| 1992      | Zaire                        | 17                 | 15                 | 2                  |                    | 1                  | 6                  | 7                  | 3                  |                    |                    |                    |                    |                    |                    |                    |                    |
| 1996      | Zaire                        | 14                 | 2                  | 12                 | 12                 |                    |                    | 2                  |                    |                    |                    |                    |                    |                    |                    |                    |                    |
| 2000      | Kongo Demokratische Republik | 2                  | 1                  | 1                  |                    |                    |                    | 2                  |                    |                    |                    |                    |                    |                    |                    |                    |                    |
| 2004      | Kongo Demokratische Republik | 4                  | 3                  | 1                  |                    |                    |                    | 2                  |                    |                    |                    | 2                  |                    |                    |                    |                    |                    |
| 2008      | Kongo Demokratische Republik | 5                  | 4                  | 1                  |                    | 1                  | 1                  | 2                  |                    | 1                  |                    |                    |                    |                    |                    |                    |                    |
| 2012      | Kongo Demokratische Republik | 4                  | 3                  | 1                  |                    | 1                  | 1                  | 2                  |                    |                    |                    |                    |                    |                    |                    |                    |                    |
| 2016      | Kongo Demokratische Republik | 4                  | 2                  | 2                  |                    |                    | 1                  | 2                  |                    |                    | 1                  |                    |                    |                    |                    |                    |                    |
| 2020      | Kongo Demokratische Republik | 7                  | 3                  | 4                  |                    | 4                  | 1                  | 1                  |                    |                    | 1                  |                    |                    |                    |                    |                    |                    |
| 2024      | Kongo Demokratische Republik | 6                  | 3                  | 3                  |                    | 2                  | 1                  | 1                  |                    | 2                  |                    |                    |                    |                    |                    |                    |                    |
| Gesamt    | Gesamt                       | Gesamt             | Gesamt             | Gesamt             | Gesamt             | Gesamt             | Gesamt             | Gesamt             | Gesamt             | Gesamt             | Gesamt             | Gesamt             | 0                  | 0                  | 0                  | 0                  |                    |

### Winterspiele
| Jahr      | Athleten           | Athleten           | Athleten           | Sportarten         | Medaillen          | Medaillen          | Medaillen          | Medaillen          | Medaillen          |
| Jahr      | Gesamt             |                    |                    | Sportarten         |                    |                    |                    | Medaillen – Gesamt | Rang               |
| --------- | ------------------ | ------------------ | ------------------ | ------------------ | ------------------ | ------------------ | ------------------ | ------------------ | ------------------ |
| 1924–2022 | nicht teilgenommen | nicht teilgenommen | nicht teilgenommen | nicht teilgenommen | nicht teilgenommen | nicht teilgenommen | nicht teilgenommen | nicht teilgenommen | nicht teilgenommen |
| Gesamt    | Gesamt             | Gesamt             | Gesamt             | Gesamt             | 0                  | 0                  | 0                  | 0                  | -                  |

## Liste der Medaillengewinner

### Goldmedaillen
Bislang (Stand August 2024) keine Goldmedaille

### Silbermedaillen
Bislang (Stand August 2024) keine Silbermedaille

### Bronzemedaillen
Bislang (Stand August 2024) keine Bronzemedaille